# Jakob Steiner
Jakob Steiner, švicarski matematik, * 18. marec 1796, Utzenstorf, Švica, † 1. april 1863, Bern, Švica.

## Življenje in delo
Steiner je predaval na Univerzi v Berlinu. Bil je eden od ustanoviteljev projektivne geometrije. Osnovna misel v njegovih delih je graditev sestavljenih geometrijskih tvorb iz enostavnih s pomočjo operacije projiciranja.
Najpomembnejše je njegovo delo iz leta 1832 Systematische Entwicklung der Ahaengigkeit geometrischer Gestalten voneinander. Velja za največjega geometrista po Apoloniju in je eden od začetnikov sodobne, sintetične geometrije. Ukvarjal se je tudi s kombinatoričnimi problemi, kjer so znane njegove Steinerjeve trojice (tripleti), ki jih je prvi raziskoval Kirkman leta 1847. Leto 1850 velja za začetek teorije shem (modelov).